# Georg von der Vring
Georg von der Vring, né le 30 décembre 1889 à Brake (Unterweser) en grand-duché d'Oldenbourg, et décédé le 1er mars 1968 à Munich, est un poète, romancier, traducteur et peintre allemand.

## Biographie
En 1904, il entre au séminaire des instituteurs (de) à Oldenbourg et y fait la connaissance de Peter Suhrkamp (de) (1891-1959), un peu plus jeune que lui. Après avoir terminé sa formation, il est nommé instituteur dans la petite localité de Horumersiel en 1910. Il écrit à cette époque ses premiers poèmes, nettement influencés par Paul Verlaine, dont il traduira plus tard les vers en allemand. Il s'intéresse aussi à la peinture et s'inscrit à des cours de l'Académie des Beaux-Arts de Berlin de 1912 à 1914. Peu après le début de la Première Guerre mondiale, en 1915, il est mobilisé et, pendant des combats au front, est blessé à plusieurs reprises. Fait prisonnier par les Américains en 1918, il réussit à s'évader l'année suivante.
Après la guerre, il enseigne le dessin dans un établissement près d'Oldenbourg. Il publie en 1927 Soldat Suhren, un roman ayant pour sujet la guerre, dont le succès lui permet de se retirer de l'enseignement pour se consacrer à son œuvre de poète, de romancier et de peintre. Ce roman quasi-documentaire sur les servitudes d'une jeune recrue durant la Première Guerre mondiale évite le piège de l'héroïsme, tout comme les discours condamnant les horreurs de la guerre, en se bornant à l'observation au quotidien d'un soldat depuis ses exercices dans la boue à l'arrière du front jusqu'à sa montée au combat. Cette vision réaliste des conditions inhumaines du soldat Suhren fait du roman un accablant réquisitoire antimilitariste, ce qui valut von der Vring les critiques de la presse nazie. Soldat Suhren est également le premier d'une série de romans autobiographiques de l'auteur.

Georg von der Vring 1954

En 1927, Georg von der Vring vit dans le Canton du Tessin, puis à Vienne, avant de s'installer à Stuttgart en 1930. La montée du parti nazi dans les années 1930 lui porte de durs coups : plusieurs de ses amis s'exilent et ses textes sont refusés par les éditeurs. Pour survivre et nourrir sa famille, l'écrivain rédige des romans populaires. Situés pour la plupart dans le XIXe siècle de son Allemagne du Nord natale, ces romans, que l'auteur reniera plus tard, sont pourtant bien documentés et offrent des personnages féminins d'une complexité inhabituelle dans ce genre de littérature. Par ailleurs, son excellente connaissance du français lui permet de signer des traductions de poèmes de Verlaine et de contes de Maupassant.
Pendant la Deuxième Guerre mondiale, il est promu capitaine au commandement général de Stuttgart, mais déploie le maximum de ses activités à encourager les arts en organisant des expositions de peinture et en publiant des recueils de poésie de soldats. Démobilisé en 1943, il se réfugie avec sa famille à la campagne pour fuir les bombardements alliés. En 1951, il se fixe à Munich. Il se noie dans l'Isar en 1968.

## Œuvre

### Romans
- Muscheln (1913)
- Der Zeuge (1927)
- Adrian Dehls (1928)
- Station Marotta (1931)
- Argonnerwald (1932)
- Der Wettlauf mit der Rose (1932)
- Das Blumenbuch (1933)
- Einfache Menschen (1933)
- Der Schritt über die Schwelle (1933)
- Garten der Kindheit (1937)
- Die Werfthäuser von Rodewarden (1937)
- Bilderbuch für eine junge Mutter (1938)
- Der Goldhelm oder Das Vermächtnis von Grandcoeur (1938)
- Kinder im Süden (1938)
- Frühwind (1940)
- Der ferne Sohn (1942)
- Die Umworbenen (1944)
- Die Brosche Griechenland, Bad Wörishofen (1948)
- Frank und Juliane (1949)
- Das Meisterschiff (1949)
- Und wenn du willst, vergiß (1950)
- Abendfalter (1952)
- Der Diebstahl von Piantacon (1952)
- Der Jongleur (1958)
- Geschichten aus einer Nuß (1959)
- Die Muschel (1963)
- Der Mann am Fenster (1964)
- König Harlekin (1966)

### Romans autobiographiques
- Soldat Suhren (1927)
- Camp Lafayette (1929)
- Magda Gött (1948)
- Die Wege Tausendundein (1955)

### Romans populaires
- Schwarzer Jäger Johanna (1934)
- Die Geniusmuschel (1935)
- Die Spur im Hafen (1936), roman policier Publié en français sous le titre La Piste dans le port, Paris, Librairie des Champs-Élysées, coll. Le Masque no 327, 1942
- Der Büchsenspanner des Herzogs (1937)
- Die Spanische Hochzeit (1938)
- Die Kaukasische Flöte (1939)

### Poésie
- Südergast (1925)
- Verse (1930)
- Der Tulpengarten (1936)
- Die Lieder des Georg von der Vring (1939)
- Dumpfe Trommel, schlag an! - Soldatenlieder (1939)
- Oktoberrose (1942)
- Junge Liebe (1942)
- Verse für Minette (1947)
- Kleiner Faden Blau (1954)
- Die Lieder (1956)
- Der Schwan (1961)
- Gedichte (1965)
- Gesang im Schnee (1967)
- Gedichte und Lieder (1979), anthologie posthume
- Die Gedichte (1989), publication posthume
- Nachgelassene Gedichte (1991), publication posthume
- Aus Briefen und Gedichten von Georg von der Vring, 1889 – 1968 und Therese von der Vring, 1894 – 1927 (1996), anthologie posthume

## Traductions
- Francis Jammes: Die kleine Bernhardine (1927)
- Paul Verlaine: Verse (1935)
- Guy de Maupassant: Novellen (1936)
- Paul Verlaine: Gedichte (1940)
- Guy de Maupassant: Das Haus Tellier (1948)
- William Blake: Gedichte (1958)
- James Fenimore Cooper: Die Lederstrumpf-Erzählungen (1954)
- André Maurois: Rosen im September (1962), en collaboration avec Kurt Wagenseil

## Literatur
- Karl Dachs (Hrsg.): Georg von der Vring, 1889 – 1968. Bibliothèque d'État de Bavière, München 1971[1].
- Uwe Meiners (de) (Hrsg.): Georg von der Vring, 1889 – 1968. Verlag C. L. Mettcker, Jever 1989[2].
- Thomas Milz (Bearb.), Uwe Jens Wandel (Hrsg.): Im Schleier verregneter Gärten? Zum 100. Geburtstag Georg von der Vrings. Stadtarchiv Schorndorf, Schorndorf 1990,  (ISBN 978-3-924431-09-9)[3].
- Hans Friedl u. a. (Hrsg.): Biographisches Handbuch zur Geschichte des Landes Oldenburg. Hrsg. im Auftrag der Oldenburgischen Landschaft. Isensee, Oldenburg 1992,  (ISBN 3-89442-135-5), S. 774 ff. (Digitalisat, Buchstaben U–Z (PDF)).
- Jens Aden: Die Lyrik Georg von der Vrings. Peter-Lang-Verlagsgruppe, Frankfurt am Main [u. a.] 1993,  (ISBN 9783631456965).
- Jörg Michael Henneberg: Georg von der Vring: "Ich ging den Weg ins Weite"; Eine Biografie. Verlag Littmann, Oldenburg 1993,  (ISBN 978-3-926296-04-7).
- Dirk Dasenbrock (de) (Hrsg.): Georg von der Vring: 1889 – 1968; vier Leben in Deutschland. Eiswasser-Verlag, Vechta 1997,  (ISBN 3-9241-4328-5)
- Hartmut Peters: Georg von der Vring und Jever. In: Lycée Marie de Jever (Hrsg.): 425 Jahre Mariengymnasium Jever 1573 – 1998; Beiträge zur Vergangenheit und Gegenwart der Schule. Verlag Mettcker & Söhne, Jever 1998, S. 113 ff.
- Werner Menke: Gedanken zu einem Gedicht Georg von der Vrings – Moorlandstrauß. In: Mariengymnasium Jever (Hrsg.): 425 Jahre Mariengymnasium Jever, Jever 1998, S. 127 ff.
- Jörg Michael Henneberg: Georg von der Vring: ein Expressionist in Jever. Isensee Verlag, Oldenburg 1998,  (ISBN 3-89598-571-6)[4].
- Lawrence D. Stokes (de): Der Eutiner Dichterkreis und der Nationalsozialismus 1936–1945: Eine Dokumentation. Wachholtz Verlag (de), Neumünster 2001. (Quellen und Forschungen zur Geschichte Schleswig-Holsteins; Bd. 111.)  (ISBN 3-529-02211-X)
- Hans Sarkowicz, Alf Mentzer: Literatur in Nazi-Deutschland. Ein biografisches Lexikon. Erweiterte Neuausgabe. Europa-Verlag, Hamburg/Wien 2002,  (ISBN 3-203-82030-7), S. 390–393.
- Georg-von-der-Vring-Gesellschaft (Hrsg.): "Heut ist die glückliche Zeit meines Lebens!" Fotografien zu Gedichten von Georg von der Vring, fotogr. und zsgest. von Peter Hoeltzenbein. Igel Verlag (de), Oldenburg 2005,  (ISBN 3-89621-217-6).
- Falko Weerts (de) (Hrsg.): Themenheft Georg von der Vring 1889–1968, Band II/2008 der Zeitschrift für deutsche Literatur und Kultur „Tiefland“, Weerts-Verlag, Kirchweyhe 2008.
- Henner Funk: Verwandlung des Blau. Georg von der Vring zum 50. Todestag. In: kulturland Oldenburg, Zeitschrift der Oldenburgische Landschaft (de), Ausgabe 1.2018, Nr. 175, S. 30 f.
- Hans Begerow: Ein Schriftsteller fällt aus seiner Zeit. In: Jeversches Wochenblatt (de) vom 16. Januar 2018, S. 14.
- Werner Menke: Poetische Schaffenskraft in Jever verwurzelt. In: Jeversches Wochenblatt vom 1. März 2018, S. 12.
- Martin Stolzenau: Friedenssehnsucht zeichnet Werke aus. In: Heimat am Meer, Beilage zur Wilhelmshavener Zeitung (de), Nr. 6/2018, vom 17. März 2018, S. 23 f.
- Werner Menke: Räuber und Gendarm und allerlei Unfug. Wandertag einer Sexta am Mariengymnasium vor beinahe 100 Jahren – geschildert von Georg von der Vring. In: Jeversches Wochenblatt vom 5. April 2018, S. 10.
- Werner Menke: Als Autor erst bewundert, dann ausgegrenzt. In: Jeversches Wochenblatt vom 30. November 2019, S. 15.
- Werner Menke: Der Weg vom Malerdichter zum Lyriker. In: Nordwest-Zeitung (de) – Jeverland-Bote vom 22. Januar 2020, S. 30.
- (de) Thomas Diecks, « Vring, Georg Wilhelm von der », dans Neue Deutsche Biographie (NDB), vol. 27, Berlin, Duncker & Humblot, pas encore publié, p. 144–146 (noch nicht online verfügbar).